# Зазулин, Алексей Митрофанович
Алексей Митрофанович Зазулин (5 марта 1924, Острогожск, Воронежская губерния — 30 октября 2024, Москва) — начальник Высших академических курсов МВД СССР (1983—1987), генерал-майор внутренней службы, кандидат исторических наук, доцент. Участник Парада Победы в Москве и Парада Победы в Харбине (1945).

## Биография
Родился 5 марта 1924 года в Острогожске Воронежской губернии в многодетной семье, работал с 15 лет.
Во время Великой Отечественной войны, в августе 1941 года, поступил в артиллерийское училище, не доучившись весь курс добровольцами ушёл на фронт. Участвовал в трёх из десяти сталинских ударов. Был наводчиком расчёта БМ-13 «Катюша» в 64-м гвардейском миномётном Свирско-Хинганском полку. Войну закончил командиром взвода, после чего воевал с Квантунской армией. Участвовал в Параде Победы в Москве, затем в Параде Победы в Харбине. Окончил Борисоглебское лётное училище, дружил с маршалом Г. К. Жуковым и его семьёй.
Окончил юридический институт, был журналистом, занимал руководящие партийные и государственные должности, возглавлял комитет по печати Казахской ССР.
С 1968 по 1980 год руководил отделом по политико-воспитательной работе, ставшим Главным управлением по работе с личным составом МВД СССР.
С 1983 по 1987 год руководил Высшими академическими курсами МВД СССР.
Участник создания студии художников МВД СССР, организации одноимённого музея.
В 2000 году отправился на Вторую чеченскую войну, где поддерживал боевой дух войск.
На пенсии писал книги и мемуары.
Умер 30 октября 2024 года в Москве на 101-м году жизни.

## Семья
- Жена — Нинель Пантелеймоновна Зазулина (род. 26 января 1927 г.), автор пособий: «Занимательные игры, упражнения, задания для учащихся I—III классов» (1974), "Взаимодействие воспитателя и учителя в работе продлённого дня (1977).
  - Вместе воспитали двух дочерей.

## Награды
- Два ордена Отечественной войны 1 степени[1];
- Орден Отечественной войны 2 степени[9];
- Орден Красной Звезды[7][11];
- Орден Знак Почёта;
- Орден Дружбы народов[11];
- Медаль «За победу над Германией в Великой Отечественной войне 1941—1945 гг.»[7];
- Медаль «За отвагу»[7];
- Медаль За боевые заслуги[11];
- Медаль За оборону Ленинграда[11];
- Медаль За оборону Советского Заполярья[11];
- Медаль В память 800-летия Москвы;
- Медаль В память 850-летия Москвы.

## Публикации
- Зазулин А. М. К этому параду я шёл всю войну… 2005.